# Hejőcsaba
Hejőcsaba Miskolc egyik városrésze, egykor önálló község, amelyet 1945-ben csatoltak Miskolchoz. Az egykori önálló települést legelőször 1067-ben említik Soba névalakban. A mai Martinkertváros területének nagy része 1935-ig Hejőcsabához tartozott, ekkor vásárolta meg Miskolc városa. Nevét a területén keresztülfolyó meleg vizű patakról kapta.

## Címere
Hejőcsaba címere vörös színű pajzsból áll, amelynek alapját zöld színű hármas halom képezi, amire egy ezüst szőlőmetsző kést tartó ezüst férfikar támaszkodik. A pajzson van egy sisak, amelyen az oromdísz egy szablyát tartó, vörös ruhás férfikar. A pajzson lévő hullámpólya a névadó Hejő-patakra utal. A pajzs két oldalán lévő foszlányok színe a bal oldalon vörös és ezüst, a jobb oldalon kék és arany.  A pajzs alatt lebegő szalagon  HEJŐCSABA felirat áll.

## Története
A települést 1067-ben említik először, ekkor mint a Miskolc nemzetség birtokát. 1256-ig az e nemzetségből származó Panyit birtoka volt, aki ekkor lemondott Csabán levő birtokrészének elővételi jogáról a Miskolc nemzetség  Gergelyföldi ágából való Munkucs fiai javára. A középkor folyamán malmok üzemeltek itt. A török hódoltság idején többször feldúlták, az 1600-as évek végére szinte teljesen elnéptelenedett. A 18. századtól kezdve ismét fejlődésnek indult, és megjelentek a bormérő helyek. 1911-ben mészégető üzem jött létre a településen, ami elődje volt a 2011-ig, többször modernizált és bővített  cementgyárnak. 1910. július 7. óta az akkor még önálló települést a régi 2-es villamosjárat kötötte össze Miskolccal, ez volt a város második villamosvonala, de 1960-ban megszüntették. 1945-ben Diósgyőr mellett Hejőcsaba volt a másik település, melyet Miskolchoz csatoltak, az elkövetkezendő 40 év folyamán még több másik is követte. Mára Hejőcsaba teljesen egybeépült Miskolccal, egységes részt képezve vele.

## Fontosabb helyek
Hejőcsabán egy római katolikus és egy református templom található. A cementgyár két hatalmas tornya uralja a látképet, a hozzá tartozó mészkőszállító szalag pedig átszeli a városrészt. Itt található a Gárdonyi Géza Művelődési Ház is, festői környezetben, amely az egykori Bárczay-kastélyban létesült. A leromlott állagú épületet 2007-ben teljesen felújították.
Egy oktatási intézmény van Hejőcsabán, a Gárdonyi Géza Katolikus Általános Iskola és Óvoda.

## Ismert személyek
- Itt született 1859-ben Veres Sándor vándorszínész, operaénekes.
- Itt született 1879-ben Tordai Ányos író, irodalomtörténész, ciszterci szerzetes.
- Itt született 1894-ben Horváth Béla szemész, egyetemi tanár.
- Itt született 1921-ben Fabók János magyar mozdonyvezető, vasútépítő mérnök, országgyűlési képviselő.
- Itt született 1931-ben Ágoston István honismereti kutató, egyháztörténész, lelkész.
- Itt működött 1833-ban Alexandersohn Jonathán rabbi.
- Itt járt elemi iskolába Gárdonyi Géza 1873-ban.
- Itt volt plébános 1948-58 között Mészáros Lajos, későbbi főegyházmegyei kormányzó.

## Galéria

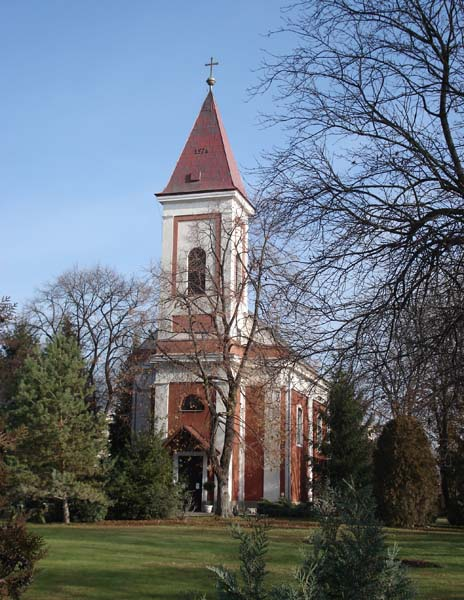
Gyümölcsoltó Boldogasszony római katolikus templom
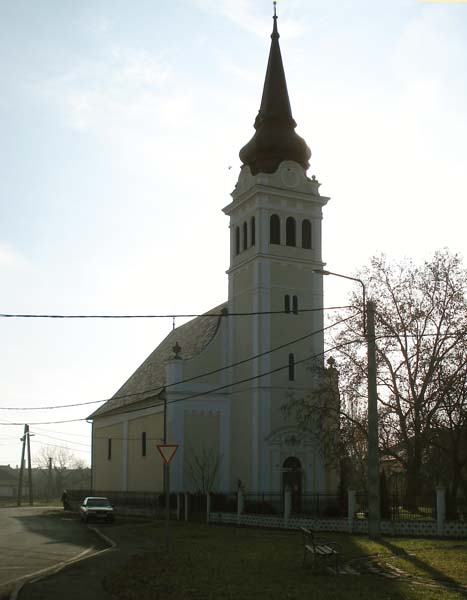
Református templom
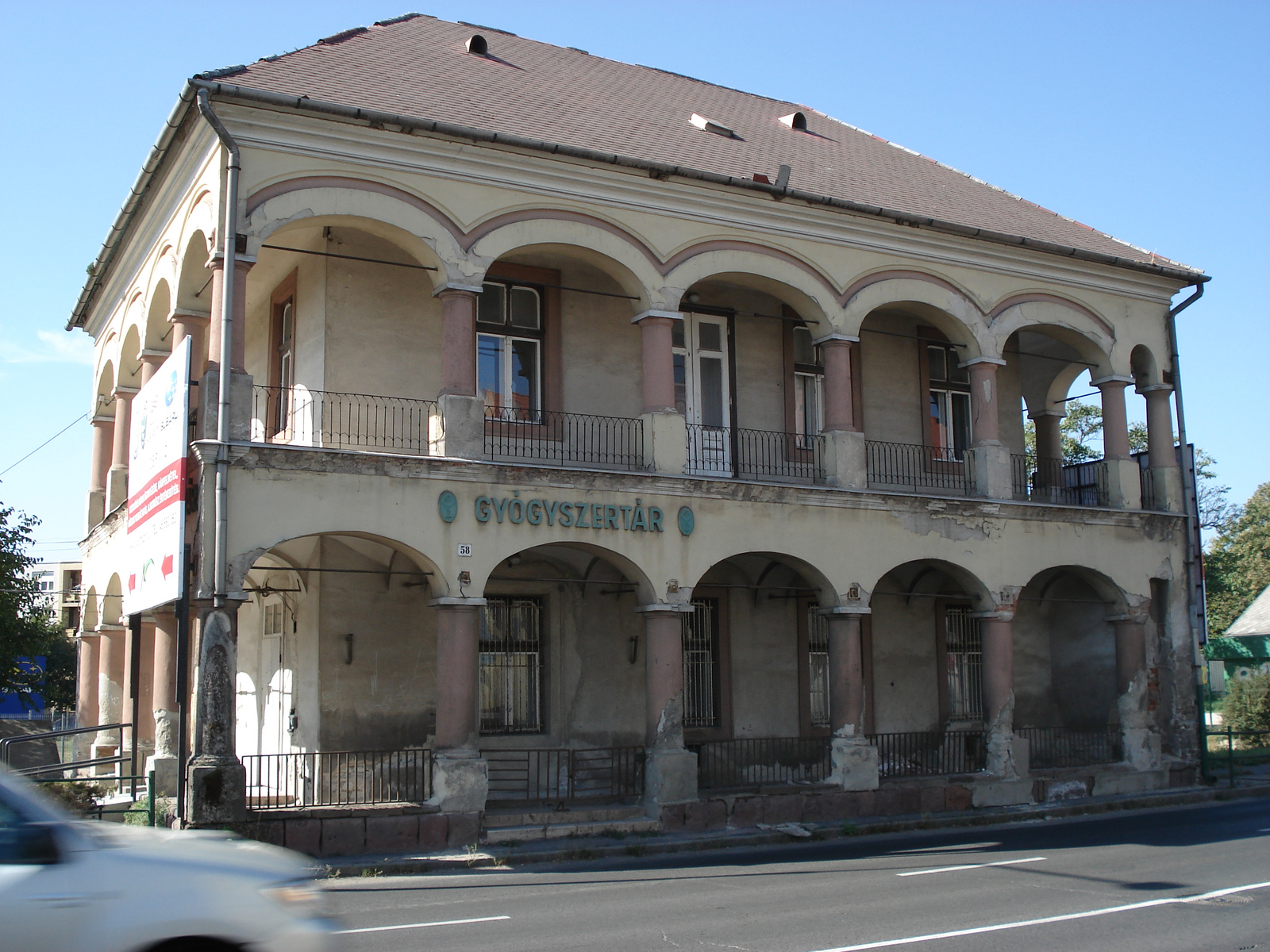
A hejőcsabai gyógyszertár jelenlegi állapotában
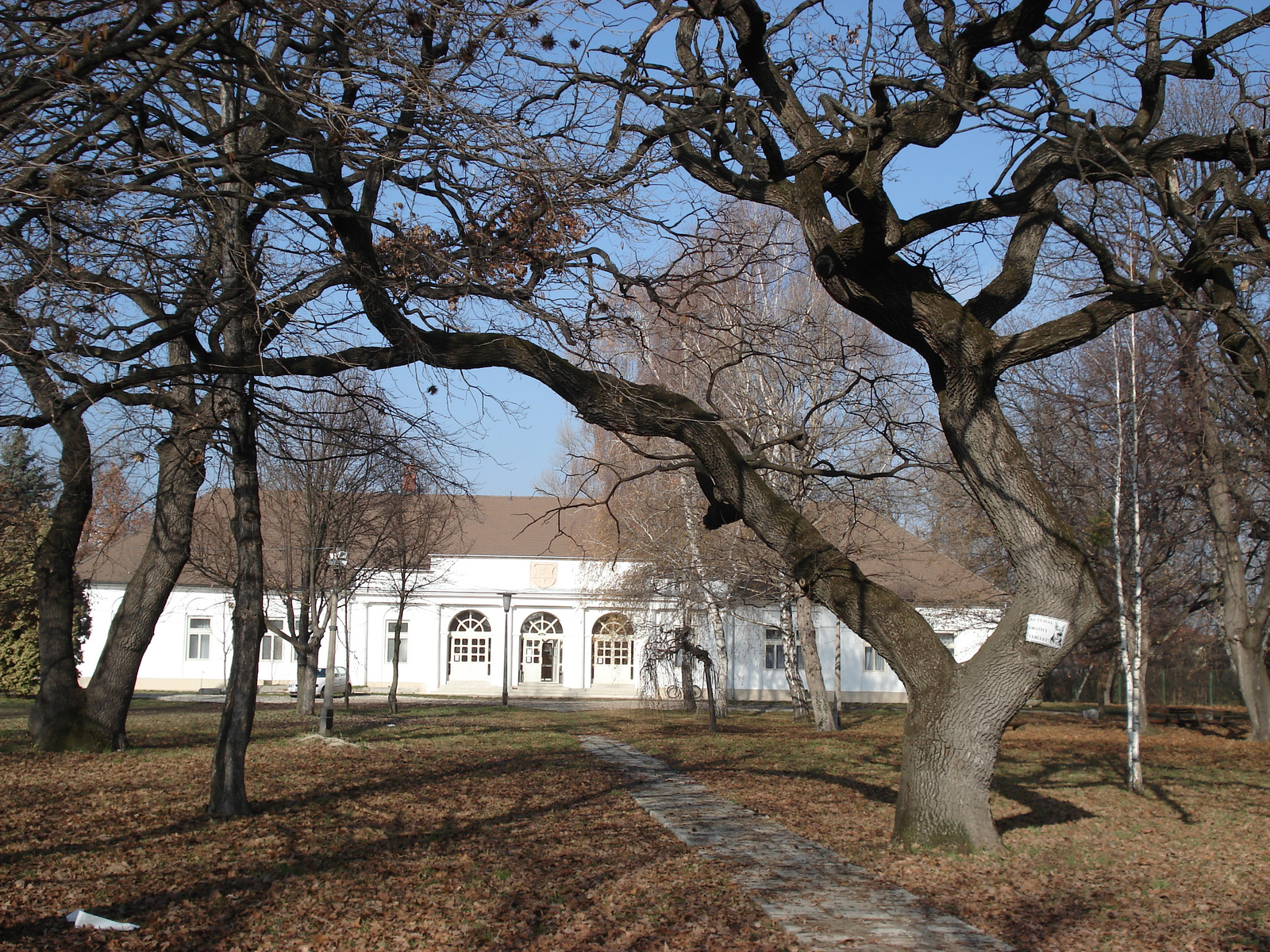
Bárczay-kastély
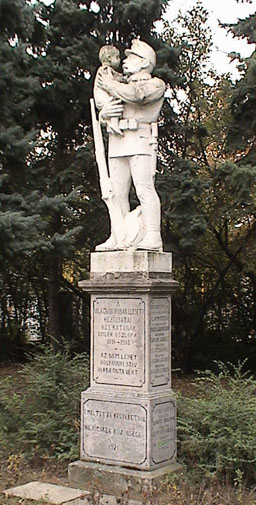
Első világháborús emlékmű
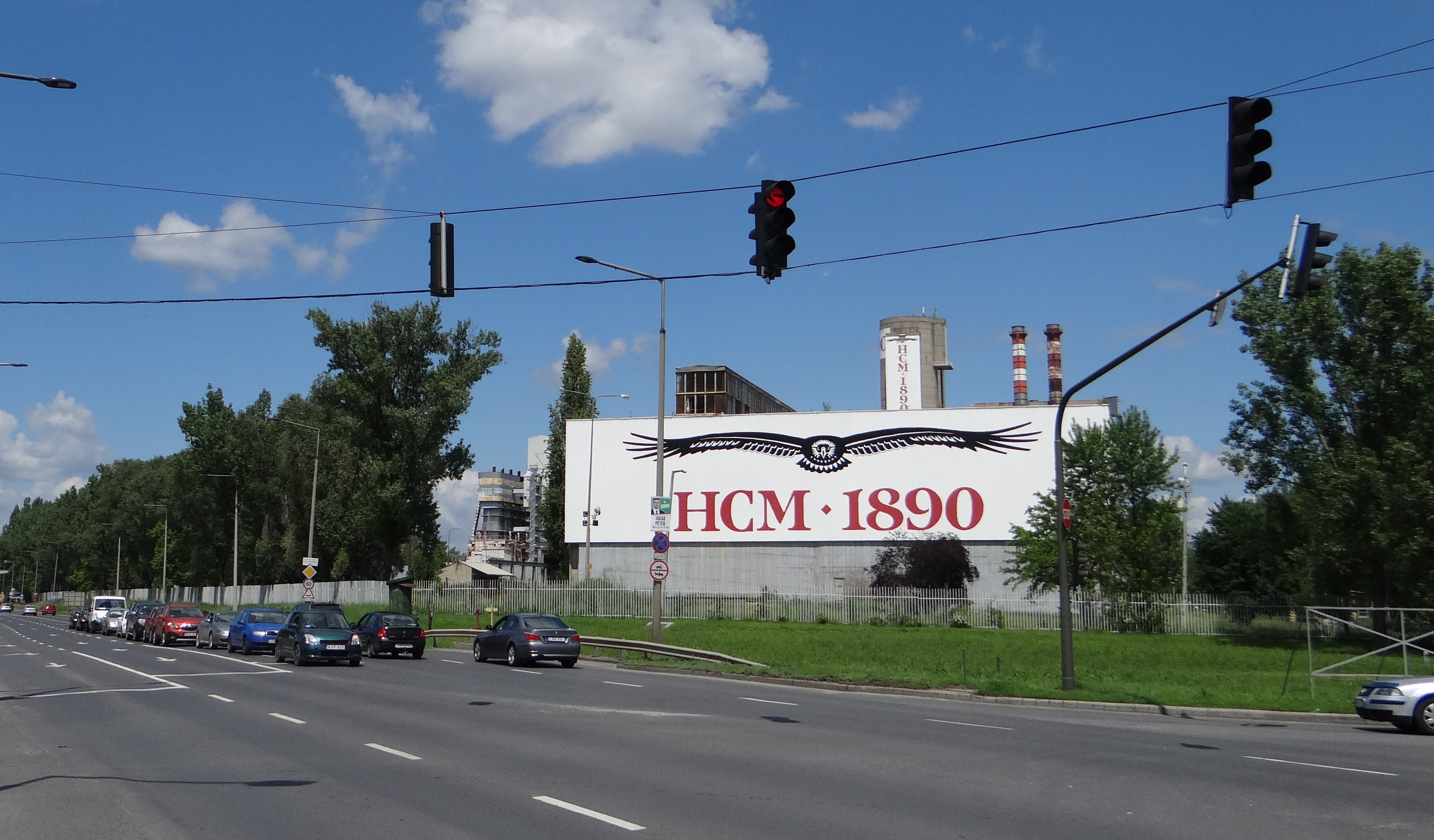
A HCM 1890 a 3-as útról

## Megközelíthetőség

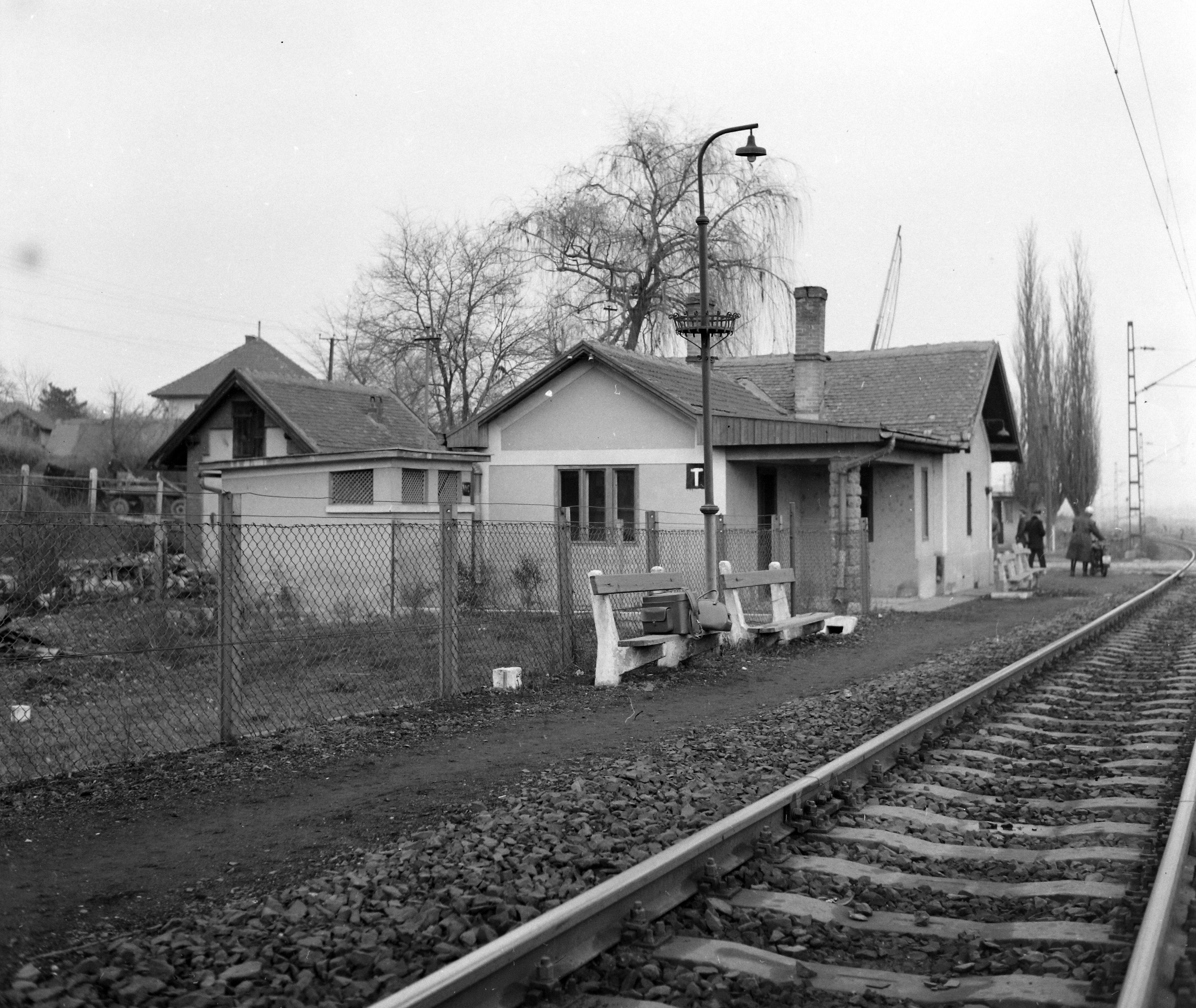
Az 1967-ben lebontott vasúti megállóhely

Hejőcsaba a 3-as főút miskolci bevezető szakasza mentén fekszik; főbb útjai közé tartozik még a 2519-es út. A helyi érdekű buszjáratok közül az alábbiak érintik Hejőcsabát:
- 4, 14, 43, 44, 45, Auchan 2. Korábban a 24-es busszal is el lehetett jutni ide.

A városrész a helyközi közlekedésbe is kapcsolódik, az alábbi buszok állnak meg a területén:
- 1379, 1380, 3739, 3740, 3741, 3742, 3743, 3745, 3747, 3748, 3749, 3750, 3751, 3752

A városrész északi határában húzódik a MÁV 93-as számú Miskolc-Rendező–Diósgyőr-Vasgyár vasútvonala, amely a Diósgyőri Acélművek felé tart. Az akkoriban önálló településnek vasúti megállóhelye is volt. Hejőcsaba megállóhelyet 1967-ben, a 3-as főút felett lévő vasúti híd megépülése után lebontották. A megállóhely helyén ma buszmegálló található. Korábban járt erre villamos is (1910 és 1960 között; léte utolsó évtizedében a 2-es villamos nevet viselte). Időnként felmerül egy észak-déli miskolci villamos építése, amely az előzetes tervek szerint erre is eljönne.